# 国分寺郵便局
国分寺郵便局（こくぶんじゆうびんきょく）は東京都国分寺市日吉町にある郵便局。民営化前の分類では集配普通郵便局であった。

## 概要
住所：〒185-8799 東京都国分寺市日吉町4-1-10

### 分室
分室はなし。過去に存在した分室は以下のとおり。
- 小川分室 - 1963年（昭和38年）に、新設の小平郵便局に移管された。

## 沿革
- 1908年（明治41年）2月1日 - 東京府北多摩郡国分寺村に三等郵便局として開局[1]。
- 1916年（大正5年）10月1日 - 郵便物集配事務を開始[2]。
- 1921年（大正10年）11月6日 - 電話交換業務及び電話通話事務を開始[3]。
- 1934年（昭和9年）12月7日 - 電信事務を開始[4]。
- 1944年（昭和19年）3月16日 - 特定郵便局から普通郵便局に局種別改定[5]。
- 1946年（昭和21年）11月16日 - 北多摩郡東村山村に講習所内分室を設置[6]。
- 1949年（昭和24年）8月16日 - 逓信講習所内分室を通信学園内分室に改称[7]。
- 1951年（昭和26年）7月21日 - 通信学園内分室を北多摩郡小平町大字小川に移転、小川分室に改称[8]。
- 1956年（昭和31年）11月1日 - 電話通話および和文電報受付事務の取扱を開始。
- 1957年（昭和32年）2月21日 - 小川分室において、電話通話および和文電報受付事務の取扱を開始。
- 1960年（昭和35年）11月1日 - 小平小川新田簡易郵便局の廃止に伴い、取扱事務を承継。
- 1963年（昭和38年）12月2日 - 小川分室を西町分室に改称するとともに、新設の小平郵便局に移管。
- 1972年（昭和47年）9月18日 - 国分寺市本多二丁目から同市日吉町四丁目に移転。
- 1999年（平成11年） - 外国通貨の両替および旅行小切手の売買に関する業務取扱を開始。
- 2007年（平成19年）10月1日 - 民営化に伴い、併設された郵便事業国分寺支店に一部業務を移管。
- 2012年（平成24年）10月1日 - 日本郵便株式会社発足に伴い、郵便事業国分寺支店を国分寺郵便局に統合。

## 取扱内容
- 郵便、印紙、ゆうパック、内容証明
- 貯金、為替、振替、振込、国際送金、外貨両替・トラベラーズチェック、国債、投資信託
- 生命保険、バイク自賠責保険、自動車保険
- ゆうちょ銀行ATM
- 国分寺市内の集配業務
- ゆうゆう窓口

## 周辺
- 国分寺市役所
- 国分寺市立第一中学校

## アクセス
- 西武国分寺線 恋ヶ窪駅から南西へ約300m（徒歩約3分）
- 立川バス 恋ヶ窪駅停留所、ぶんバス 国分寺市役所停留所下車
- 中央自動車道 国立府中ICから北へ約4.5km
- 駐車場あり：20台